# Управління ООН з наркотиків і злочинності

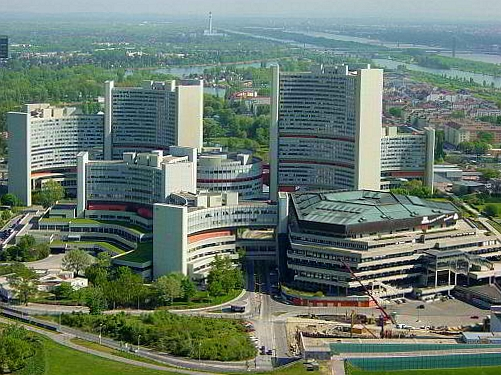
Будівля, у якій розташована штаб-квартира УНЗ ООН

Управлі́ння ОО́Н з нарко́тиків і злочи́нності (УНЗ ООН, UNODC — United Nations Office on Drugs and Crime) — спеціалізована установа ООН, що займається боротьбою з поширенням наркотиків і пов'язаною з ними злочинністю. Засновано у 1997 в результаті об'єднання Центру з міжнародного запобігання злочинності та Програми ООН з міжнародного контролю за наркотиками, як основний орган ООН для реалізації співробітництва у сфері боротьби зі злочинністю, нелегальним виробництвом і споживанням наркотиків, терористичною загрозою, корупцією, торгівлею людьми. Сучасна назва з 2002.
Штаб-квартира УНЗ ООН знаходиться у Відні у Віденському Міжнародному Центрі, поряд з іншими установами ООН, такими, як МАГАТЕ, Організація ООН з промислового розвитку (UNIDO) тощо.
УНЗ ООН також виконує функції секретаріату для Комісії з наркотичних засобів та Комісії з запобігання злочинності та кримінального правосуддя.
З липня 2010 р. УНЗ ООН очолює Виконавчий директор Юрій Федотов, який одночасно є Заступником Генерального Секретаря ООН та Генеральним директором Відділення ООН у Відні.

## Пріоритети діяльності
Відповідно до Стратегії УНЗ ООН на період 2012—2015 рр., поточна діяльність УНЗ ООН зосереджується на таких напрямках:
1. Боротьба з транснаціональною організованою злочинністю та незаконним обігом наркотиків: імплементація положень Конвенції ООН проти транснаціональної організованої злочинності, боротьба з виробництвом, споживанням і торгівлею наркотиками; прикордонне управління; контроль за прекурсорами; протидія торгівлі людьми; боротьба з незаконною торгівлею вогнепальною зброєю; незаконна міграція.
2. Боротьба з корупцією: імплементація положень Конвенції ООН проти корупції; попередження корупції; боротьба з відмиванням грошей, повернення активів; розкриття фінансових злочинів.
3. Запобігання тероризму: реалізація Глобальної антитерористичної стратегії ООН.
4. Посилення кримінального правосуддя: імплементація стандартів і норм ООН у сфері запобігання злочинності та кримінального правосуддя; законодавча реформа; реформа у в'язницях; правова допомога; запобігання насильства проти жінок; підтримка жертв злочинів; захист свідків тощо.
5. Програми запобігання вживанню наркотиків, лікування, реабілітації та альтернативного розвитку: розробка стратегій та новітніх програм лікування та реабілітації наркозалежних, превентивні заходи, пропагандистсько-освітня діяльність, сприяння програмам альтернативного розвитку.
6. Дослідницька діяльність з проблематики, що належить до компетенції Управління;
7. Підтримка заходів у сферах контролю за наркотиками, запобігання злочинності та кримінального правосуддя.